# Eucyclops conrowae
Eucyclops conrowae är en kräftdjursart som beskrevs av J. W. Reid 1992. Eucyclops conrowae ingår i släktet Eucyclops och familjen Cyclopidae. Inga underarter finns listade i Catalogue of Life.